# Плавание на летних Олимпийских играх 1904 — 220 ярдов вольным стилем
Соревнования по плаванию на 220 ярдов вольным стилем среди мужчин на летних Олимпийских играх 1904 прошли 6 сентября. Приняли участие четыре спортсмена из двух стран.

## Призёры
| Золото              | Серебро           | Бронза              |
| Чарльз Дэниельс США | Фрэнсис Гэйли США | Эмиль Рауш Германия |

## Соревнование
| Место | Спортсмен             | Результат  |
| ----- | --------------------- | ---------- |
| 1     | Чарльз Дэниельс (USA) | 2:44,2     |
| 2     | Фрэнсис Гэйли (USA)   | 2:46,0     |
| 3     | Эмиль Рауш (GER)      | 2:56,0     |
| 4     | Эдгар Адамс (USA)     | Неизвестен |